# Раузин, Яков Рафаилович
Я́ков Рафаи́лович Раузин (1906 — 1975) — советский учёный-металловед, доктор технических наук (1961), профессор металловедения (1968). Основные труды связаны с теорией и технологией термической обработки хромистых и высокохромистых сталей, металлоизделий. Научно обосновал технологию термического упрочнения рельсов методом объемной закалки. Лауреат Сталинской премии первой степени (1943) и Государственной премии СССР (1967).

## Биография и научная работа
Родился 7 апреля 1906 года в селе Теренгуль (ныне ныне Баганский район, Новосибирская область) в семье мещан. Среднее образование получил в 1924 году в Омске. В 1930 году окончил Ленинградский физико-механический институт (в настоящее время — Санкт-Петербургский государственный политехнический университет) по специальности «Испытание материалов». В 1961 году защитил докторскую диссертацию по теме «Микроскопическое исследование начальной степени деформации и последующей рекристаллизации поликристаллов».
Супруга — Софья Ефимовна Майнстер (умерла в 1982 году). Дочери — Эрна, переводчик, литературный редактор (родилась в 1929 году); Елена, инженер (родилась в 1938 году); Ольга, врач (родилась в 1942 году).
Карьера:
- 1930—1933 — старший инженер и заведующий металлографической лабораторией Tракторного завода, Сталинград.
- 1933—1941 — руководитель научно-исследовательской лаборатории 1 Государственного подшипникового завода имени Лазаря Кагановича, Москва.
- 1941—1946 — полковник инженерных войск, главный металлург, главный инженер 3 Государственного подшипникового завода, Саратов.
- 1946—1950 — руководитель лаборатории физических методов испытаний металлов Института подшипниковой промышленности СССР, Москва.
- 1950—1975 — руководитель исследовательского отдела конструкторского бюро по термическому оборудованию Всесоюзного Научно-Исследовательского Института железнодорожного транспорта СССР, Москва.

Умер 11 ноября 1975 года. Похоронен в Москве на Бабушкинском кладбище.

## Научная и профессиональная деятельность
Научная деятельность была посвящена теории и технологии термической обработки хромоуглеродистых сталей для подшипников, конструкций и инструментов, влиянию пластической деформации на превращения в стали, изучению факторов, определяющих контактную выносливость стали.
Работая с 1953 года заведующим Лабораторией испытаний материалов и конструкций Института Железнодорожного Транспорта СССР занимался исследованиями в области повышения качества, в частности, подшипниковой стали, и улучшения технологии термической обработки высокохромистой и высокоуглеродистой стали. Сферой научных интересов Я. Р. Раузина была разработка новых методов испытаний металлов на контактную выносливость, ударную вязкость, натурных ударных испытаний при низких температурах. В течение многих лет исследовал механизмы начальных стадий пластической деформации, отстаивая гипотезу о решающей роли ротационных перемещений. Последние работы Я. Р. Раузина посвящены методам оценки конструктивной прочности стали и выбору способов повышения прочности стали.
Исследования Я. Р. Раузина явились теоретической основой для развития и широкого использования промышленностью СССР прогрессивных методов термического упрочнения подшипниковых, рельсовых, инструментальных и конструкционных сталей, сыграли важную роль в переводе подвижного состава железнодорожного транспорта СССР на роликовые подшипники.

## Избранные работы
- «Дефекты тракторных поковок», Ленинград, Ленгиз, 1934;
- «Сталь для штампов полугорячей штамповки», Москва, Вестник металлопромышленности, 1936;
- «Графитизированная сталь — новый заменитель антифрикционных металлов», Ленинград, Ленгиз, 1940;
- «Термическая обработка хромистой стали», Москва, Машгиз, 1950, 1952, 1963, 1978;
- «Warmbehandlung von Chromstahl. Fur Lager und Werkzeuge», Berlin, Ferlag Technik Berlin, (издание «Термическая обработка хромистой стали» на немецком языке) 1952;
- «К вопросу о природе рекристаллизации после малых степеней деформации», Москва Машгиз, 1954;
- «鉻鋼熱處理», 年, 科學出版社，北京，(издание «Термическая обработка хромистой стали» на китайском языке),1955;
- «Increasing the strength of rails and their reliability in service on the railways of the USSR», Washington DC, Rail International, 1971;
- «Конструктивная прочность стали», Машиностроение, Москва, 1975.

## Награды и премии
- Сталинская премия первой степени (1943) — за работу по освоению и налаживанию массового выпуска специальных подшипнико
- орден Красной Звезды (1944),
- Государственная премия СССР (1967) — за разработку технологии, создание оборудования и внедрение в производство термической обработки ж/д рельсов